# Корф, Павел Иванович
Барон Па́вел Ива́нович Корф (нем. Paul Lorenz von Korff; 10 [22] февраля 1803 — 6 [18] апреля 1867) — генерал-лейтенант, генерал-адъютант. Его брат, Николай Иванович Корф — генерал от артиллерии и член Государственного совета.

## Биография
Родился 10 (22) февраля 1803 года. Его родители — отставной капитан Нарвского пехотного полка Иван Иосифович Корф и Анна Ивановна (урождённая баронесса Врангель). Кроме Павла в семье было ещё 10 детей: Иосиф (1789—1830), Иван (1790—1829), Шарлотта (1791—1875), Анастасия (1792—1868), Николай (1793—1869),  Александр (1794—1855), Фёдор (1796—1858), Франц (1798—1822), Егор (1800—1880), Анна (1801—1884), Елизавета (1805—1888).
В 1820 году окончил Первый кадетский корпус и начал службу прапорщиком лейб-гвардии Волынского полка.
Участвовал в действиях против польских мятежников в 1830—1831 годах; в 1831 году был награждён золотой полусаблей с надписью «За храбрость»; 11 декабря 1840 года был награждён орденом Св. Георгия 4-й степени за 25 лет выслуги в офицерских чинах (№ 6228 по списку Григоровича — Степанова). С 6 марта 1842 года командовал Фанагорийским гренадерским полком; 9 декабря того же года назначен командиром Карабинерного генерал-фельдмаршала князя Барклая-де-Толли полка.
В 1847 году произведён в генерал-майоры; с 26 марта 1848 года — командир 2-й бригады 3-й гренадерской дивизии, 1 мая 1848 года переведён командовать 1-й бригадой 1-й гренадерской дивизии. В декабре 1849 года назначен командиром лейб-гвардии Волынского полка.
В 1853—1855 гг. командовал 6-й гвардейской пехотной бригадой. Во время Крымской войны, в 1855 году командовал 3-й гвардейской пехотной дивизией, которая находилась в составе войск, охранявших берега Эстляндской губернии; с 26 августа 1856 года — генерал-лейтенант. В 1862 году назначен генерал-адъютантом и начальником варшавского гвардейского отряда, а затем в должности командующего войсками Варшавского военного округа принимал участие в усмирении польского мятежа 1863 года.

## Награды
- золотая полусабля с надписью «За храбрость» (1831)
- орден Св. Владимира 4-й степени с бантом (1831)
- Польский знак отличия «За военное достоинство» 4-й степени (1831)
- орден Св. Георгия 4-й степени за 25 лет выслуги (1840)
- орден Св. Станислава 1-й степени (1850)
- орден Св. Анны 1-й ст. (1853; императорская корона к ордену — 1856)
- орден Св. Владимира 2-й степени с мечами (1857)
- орден Белого орла (1859)
- орден Св. Александра Невского (1864; алмазные знаки к ордену — 1866)

### Семья
Был женат на баронессе Анне Осиповне Корф; у них три сына и три дочери:
- Осип (13.12.1843—?)
- Павел (1845—1935)
- Александр (1846—1903)[4]
- Анна — 1865 года замужем за М. А. Ивашкиным-Потаповым
- Шарлотта — с 1867 года замужем за М. Е. Врангелем)
- Анастасия.